# Tsaghkashen
Pour les articles homonymes, voir Tsaghkachen.
Tsaghkashen (en arménien Ծաղկաշեն) est une communauté rurale de la région de Martakert, au Haut-Karabagh. Elle compte 137 habitants en 2005.